# Бронцоло
Бронцо̀ло (на италиански: Bronzolo; на немски: Branzoll, Бранцол) е малко градче и община в Северна Италия, автономна провинция Южен Тирол, автономен регион Трентино-Южен Тирол. Разположено е на 238 m надморска височина. Населението на общината е 2690 души (към 2014 г.).

## Език
Официални общински езици са и италианският и немският. Най-голямата част от населението говори италиански. В общината се говори и други романски език, ладинският.
| %     | Роден език      |
| 62,01 | Италиански език |
| 37,34 | Немски език     |
| 0,65  | Ладински език   |